# 手力雄神社 (館山市)
手力雄神社（たぢからおじんじゃ）は、千葉県館山市にある神社。

## 歴史
伝承によれば、神武天皇元年（紀元前660年）に忌部氏が祀ったことに始まるという。天正12年（1584年）には里見義頼の寄進により社殿が改築された。江戸時代までは大井大明神と呼ばれ、里見氏、次いで江戸幕府からも崇敬を受け、社領を安堵されている。

## 主な神事
- 9月 敬老の日の前の土曜日曜　安房国司祭（八幡の祭、やわたんまち）
- 10月9日　例大祭

安房国司祭は鶴谷八幡宮（旧安房国総社）の祭で、当社からは神輿が参加する。

## 文化財

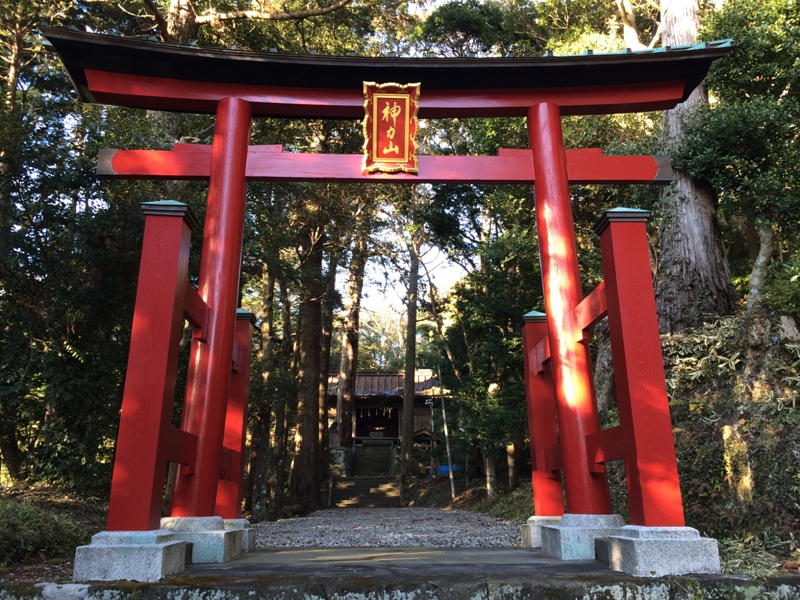
手力雄神社・鳥居

- 本殿　千葉県指定有形文化財（建造物）
  - 三間社流造。天正12年（1584年）の棟札あり。元禄大地震（1703年）で損壊したのを宝永年間（1704年～1710年）に修築したもの。安土桃山時代の様式が蟇股など随所にみられ、また一部には江戸中期の特徴もあらわれている（参照）。
- 大杉　館山市指定天然記念物

## 交通アクセス
- 館山日東バス／鴨川日東バス 館山駅～鴨川駅 乗車、「九重大井」下車。